# Dacrydium lycopodioides
Dacrydium lycopodioides  — вид хвойних рослин родини подокарпових.
Видовий епітет вказує на схожість листового гілля на те, що у роду Lycopodium.

## Опис
Дерево, сильно розгалужене, досягає висоти 25 м, або іноді більше. Кора в коричневих шарів, волокниста і світла всередині, поверхня більш-менш гладка в безлічі невеликих сочевичок. Листки молодих рослин голчасті, дуже тонкі, довжиною 10 мм, поступово стаючи дорослих дерев листям. Дорослих дерев листя плоскі, ланцетоподібні, розміром 3-4,5 мм на 0,7-0,8 мм. Пилкові шишки, циліндричні, 4-7 мм завдовжки і 1,2 мм в діаметрі. Мікроспорофіли трикутні, злегка подовжені, гострі. Насіннєві шишки 2—3 мм завдовжки. Насіння одне на шишку, довжиною 3-3,5 мм, блискуче шоколадно-коричневе, овальної форми, звужується до тупого кінчика.

## Поширення, екологія
Ендемік Нової Каледонії, що обмежується кількома місцями на південному масиві від Мон Неканді до Мон Дзумак і Мон Моу. Записаний від 750 до 1450 м над рівнем моря. Росте в хмарних лісах на ультраосновних субстратів. Популяції невеликі й пов'язані з високими, як правило, недоступними, гірськими хребтами. Там, за оцінками, менше 10 000 статевозрілих особин. У межах ареалу, середня річна температура становить 19,0°C, з середнім мінімумом в найхолодніший місяць 12.4°C, а середня річна кількість опадів 1899 мм.

## Використання
Використання не записане для цього виду.

## Загрози та охорона
Збільшення частоти пожеж є головною загрозою для цього виду. Цей вид відомий з кількох охоронних територій в південній частині Нової Каледонії.